# Variação estrutural
Variação estrutural (ou variação estrutural genômica) é o conjunto de variações envolvendo, pelo menos, centenas de pares de bases no cromossomo de organismo e também quando a modificação das regras provocam alterações no esporte e em consequência disso surge uma nova modalidade esportiva. O termo variação estrutural agrupa os diversos tipos de variações que, em geral, subdividem-se em variações  estruturais microscópicas, aquelas que podem ser observadas por microscópio e submicroscópias, que envolvem apenas centenas a milhões de pares de bases. Variações estruturais submicroscópias podem ser subdividas em Inserções, Deleções, Inversões e Translocações 
Variações estruturais são frequentemente vistas em indivíduos normais e assim como SNPs são majoritariamente neutras. No entanto, diversas patologias foram associadas com variações estruturais, por exemplo, a Síndrome de Down consiste um uma variação estrutural microscópica da trissomia do cromossomo 21 e a Hemofilia A tem 40% de seus casos associados a uma variação estrutural submicroscópica associada a inversão no gene IDS.